# Mel Tillis
Lonnie Melvin "Mel" Tillis, född 8 augusti 1932 i Tampa i Florida, död 19 november 2017 i Ocala i Florida, var en amerikansk countrysångare. Fastän han påbörjade sin sångarkarriär redan på 1950-talet, så hade han sina största hits på 1970-talet.
Tillis största hits är "I Ain't Never", "Good Woman Blues, och "Coca-Cola Cowboy". 13 februari 2012 tilldelade president Barack Obama Tillis National Medal of Arts för hans insatser för countrymusiken. Hans dotter är countrysångerskan Pam Tillis.
Han har även synts i filmer som Nu blåser vi snuten igen och Mitt i plåten!.

## Diskografi (urval)
Album (topp 20 på Billboard Charts - Top Country Albums)
- 1967 – Mr. Mel (#20)
- 1968 – Let Me Talk to You (#17)
- 1972 – I Ain't Never (#18)
- 1973 – Sawmill (#3)
- 1974 – Mel Tillis' Greatest Hits (samlingsalbum) (#17)
- 1976 – Love Revival (#14)
- 1977 – Heart Healer (#6)
- 1977 – Love's Troubled Waters	 (#15)
- 1978 – I Believe in You (#14)
- 1979 – Are You Sincere (#17)

Singlar (topp 10 på Billboard Hot Country Songs)
- 1968 – "Who's Julie" (#10)
- 1969 – "These Lonely Hands of Mine" (#9)
- 1969 – "She'll Be Hanging Round Somewhere" (#10	)
- 1970 – "Heart Over Mind" (#3)
- 1970 – "Heaven Everyday" (#5)
- 1970 – "Commercial Affection" (#8)
- 1970 – "The Arms of a Fool" (#4)
- 1971 – "Brand New Mister Me" (#8)
- 1972 – "I Ain't Never" (#1)
- 1972 – "Neon Rose" (#3)
- 1973 – "Sawmill" (#2)
- 1973 – "Midnight, Me, and the Blues" (#2)
- 1974 – "Stomp Them Grapes" (#3)
- 1974 – "Memory Maker" (#3)
- 1975 – "The Best Way I Know How" (#7)
- 1975 – "Woman in the Back of My Mind" (#4)
- 1976 – "Good Woman Blues" (#1)
- 1976 – "Heart Healer" (#1)
- 1977 – "Burning Memories" (#9)
- 1977 – "I Got the Hoss" (#3)
- 1977 – "What Did I Promise Her Last Night" (#4)
- 1978 – "I Believe in You" (#1)
- 1978 – "Ain't No California" (#4)
- 1979 – "Send Me Down to Tucson" (#2)
- 1979 – "Coca-Cola Cowboy" (#1)
- 1979 – "Blind in Love" (#6)
- 1979 – "Lying Time Again" (#6)
- 1980 – "Your Body Is an Outlaw" (#3)
- 1980 – "Steppin' Out" (#9)
- 1980 – "Southern Rains" (#1)
- 1981 – "Million Old Goodbyes" (#8)
- 1981 – "One Night Fever" (#10)
- 1983 – "In the Middle of the Night" (#10)
- 1984 – "New Patches" (#10)